# Bente Scheller

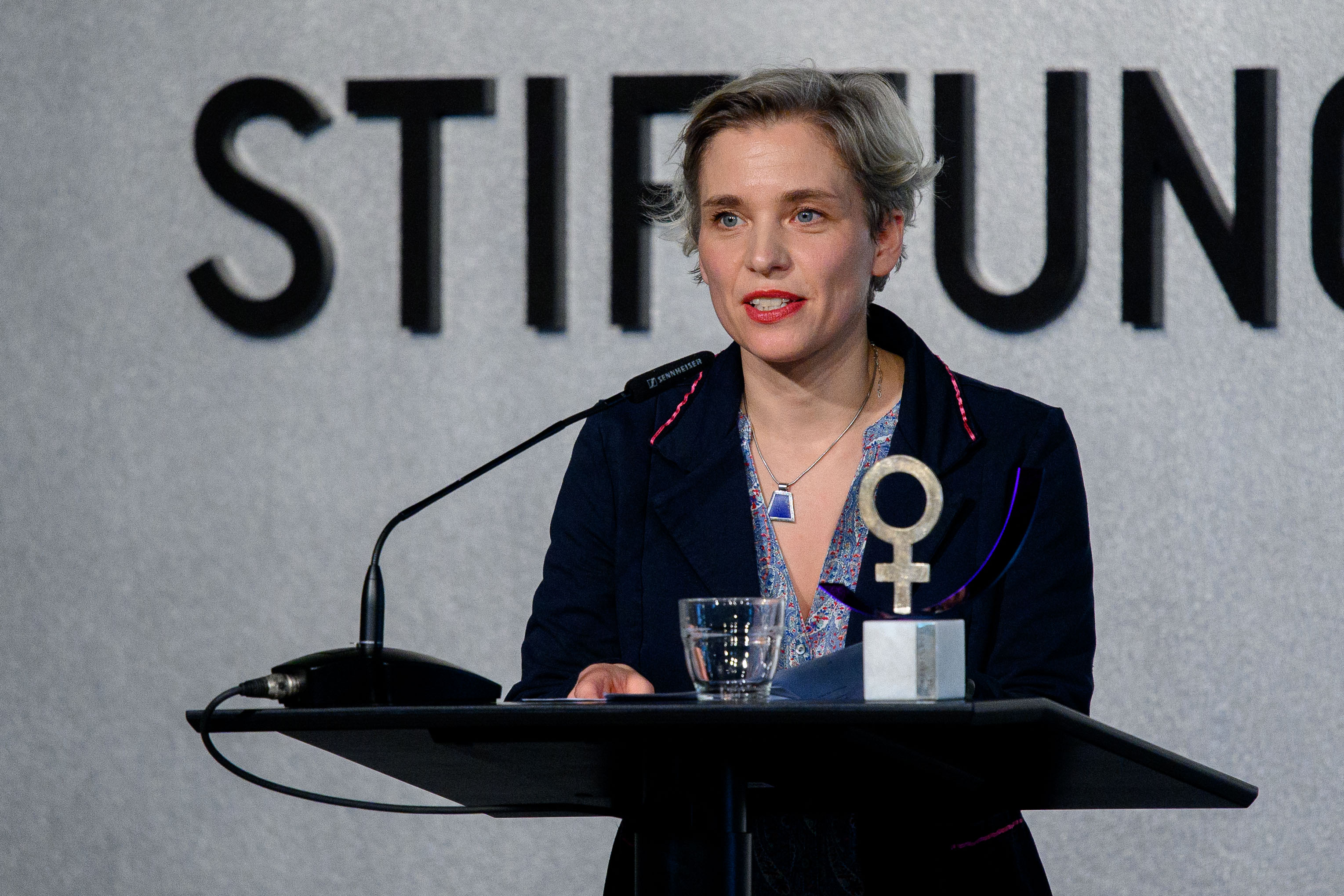
Bente Scheller, 2022 bei der Verleihung des Anne-Klein-Frauenpreises

Bente Aika Scheller (* 1975 in Bremen) ist eine deutsche Politikwissenschaftlerin und Publizistin.

## Werdegang
Scheller war von 2002 bis 2004 Referentin für Terrorismusbekämpfung an der deutschen Botschaft Damaskus und promovierte danach mit einem Graduiertenstipendium der Friedrich-Ebert-Stiftung an der FU Berlin zur syrischen Außenpolitik. 2008 war sie Leiterin des Syrien-Programms des Aspen Institutes Berlin. Sie leitete von 2008 bis 2012 das Büro der Heinrich-Böll-Stiftung (hbs) in Afghanistan, danach bis 2019 das Regionalbüro Mittlerer Osten der hbs in Beirut. Seit 2019 leitet Scheller das Referat Nahost und Nordafrika der hbs in Berlin.
Ihre Einschätzung der politischen Situation in Syrien, dem Libanon bzw. dem Nahen Osten wurde in Medien wie Foreign Policy, Focus, der Zeit, dem Deutschlandfunk, dem SRF und dem Standard veröffentlicht. Daneben hat sie zu diesen Themen seit ihrer Dissertation im Jahr 2008 in mehreren Fachpublikationen publiziert.

## Schriften
- Unwillkommen im eigenen Land - Rückkehr nach Syrien. In: Dahin, wo der Pfeffer wächst (= Schriften zur Demokratie. Band 53). Heinrich-Böll-Stiftung, Berlin 2019, ISBN 978-3-86928-202-2 (boell.de).
- The Wisdom of Syria's Waiting Game: Syrian Foreign Policy under the Assads. London: Hurst, 2013, ISBN 978-1-84904-286-4.[8]
- Bente Scheller, René Wildangel, Joachim Paul: 20 years since Oslo: Palestinian perspectives. Heinrich-Böll-Stiftung, Tunis, Beirut and Ramallah 2013.
- The limits of power: Syrian foreign policy 1990–2005, Freie Universität Berlin, Dissertation, 2008

## Auszeichnungen
- 2007 Marshall Memorial Fellow des German Marshall Fund of the United States
- 2019 Associate Fellow, King’s College London, Institute of War Studies, Centre for the Study of Radicalisation